# 보로노이
보로노이(영어: Voronoi)는 인산화효소(Kinase) 정밀표적치료제 신약개발 대한민국의 기업이다. 본사는 인천광역시 연수구 송도과학로 32 S동18층에 위치해 있으며 대표이사는 김현태, 김대권이다. 2023년 미국 파트너사로부터 기술수출했던 항암 후보물질의 기술 계약 해지 통보를 받았다 신약 개발 플랫폼인 보로노믹스를 보유하고 있다 2024년 Amivantamb과 화학요법 병용이 PAPILLION 임상을 근거로 1차 치료제로 승인되었다.

## 제품
HER2 타겟의 유방암 치료제(VRN10)

## 재무
2023년 연간 매출액이 0원, 영업손실 313억 원을 기록하였다.

## 참고문헌
1. ↑  2023_이것도 모르고 면접갈래? 보로노이, 히트뉴스, 2023년 9월 15일
2. ↑  보로노이 IR 2022년 자료
3. ↑  보로노이, 내년 흑자전환 요원해지나···기술반환 악재 돌파구는, 시사저널, 2023년 11월 15일
4. ↑  하현수, 유안타증권 Company Report-보로노이, 2023년 2월 21일
5. ↑  하현수, 유안타증권 Company Report-보로노이, 2024-05-13
6. ↑  박형수, "보로노이, VRN10 경쟁력 기업가치 반영", 아시아경제, 2024-11-21
7. ↑  보로노이, 매출 0원에 기술 반환까지…불명예 '기로' IB토마토 2024-05-09